# Na żywo w Studio
Na żywo w Studio – pierwsza w dorobku grupy happysad koncertowa płyta DVD.
Wydawnictwo jest efektem kontraktu podpisanego przez zespół 21 czerwca 2008 z nowym wydawcą, wytwórnią Mystic Production. Znalazł się na niej koncert, który został zarejestrowany podczas jesiennej trasy koncertowej „długa droga tour”, 4 października 2008, w krakowskim Klubie Studio. Koncertowe wydawnictwo happysad Na żywo w Studio zyskało status złotej płyty w dniu premiery, 24 listopada 2008. Czytelnicy magazynu „Teraz Rock” (nr 2(72)2009) uznali Na żywo w Studio za najlepsze polskie muzyczne wydawnictwo DVD 2008 roku.
Wydawnictwo składa się z dwóch płyt DVD. Na pierwszej znajduje się zapis z ponad dwugodzinnego koncertu, na drugiej zamieszczono film dokumentalny „Nostress” opowiadający o historii zespołu oraz cztery galerie zdjęć z różnych okresów istnienia grupy. Film Nostress zrealizowała grupa filmowa Fabryczna ART, za co podczas Festiwalu Filmowego „Filmowa Góra” w Zielonej Górze otrzymała Nagrodę Małego Pagórka w kategorii „Granie na Ekranie”.
Odpowiedzialny za brzmieniem koncertu na płycie DVD był Leszek Kamiński, producent muzyczny ostatniej płyty zespołu. On też odpowiadał za miks wersji stereo oraz 5:1.
16 lutego 2009 ukazała się również wersja audio tego koncertu, w formie podwójnej płyty kompaktowej.

## Lista utworów (DVD)
| 1. „Milowy las” 2. „Damy radę” 3. „Zanim pójdę” 4. „Piękna” 5. „Jałowiec” 6. „Nieprzygoda” 7. „Nostress” 8. „Styrana” 9. „W piwnicy u dziadka” 10. „Czysty jak łza” 11. „Noc jak każda inna” 12. „Armagedon” 13. „Długa droga w dół” | 1. „Taka historia” 2. „Ostatni blok w mieście” 3. „Hymn 78” 4. „Bakteryja” 5. „Najwyżej (MIR)” 6. „Partyzant K.” 7. „Jeszcze, jeszcze” 8. „Łydka” 9. „Jadociebie” 10. „Czołgi” 11. „Wszystko jedno” 12. „Psychologa” 13. „Wrócimy tu jeszcze” 14. „Ludzie chcą usłyszeć wieści złe” |

## Lista utworów (wersja audio)
Opracowano na podstawie materiału źródłowego.
| 1.  | Milowy las          | 04:48 |
|     |                     |       |
| 2.  | Damy radę           | 03:30 |
|     |                     |       |
| 3.  | Zanim pójdę         | 04:22 |
|     |                     |       |
| 4.  | Piękna              | 04:14 |
|     |                     |       |
| 5.  | Jałowiec            | 05:32 |
|     |                     |       |
| 6.  | Nieprzygoda         | 05:15 |
|     |                     |       |
| 7.  | Nostress            | 05:00 |
|     |                     |       |
| 8.  | Styrana             | 03:39 |
|     |                     |       |
| 9.  | W piwnicy u dziadka | 04:58 |
|     |                     |       |
| 10. | Czysty jak łza      | 03:13 |
|     |                     |       |
| 11. | Noc jak każda inna  | 04:24 |
|     |                     |       |
| 12. | Armagedon           | 03:38 |
|     |                     |       |
| 13. | Długa droga w dół   | 03:50 |
|     |                     |       |
|     |                     | 56:23 |
|     |                     |       |

| 1.  | Taka historia                   | 03:43 |
|     |                                 |       |
| 2.  | Ostatni blok w mieście          | 04:04 |
|     |                                 |       |
| 3.  | Hymn 78                         | 02:55 |
|     |                                 |       |
| 4.  | Bakteryja                       | 03:58 |
|     |                                 |       |
| 5.  | Najwyżej (MIR)                  | 04:14 |
|     |                                 |       |
| 6.  | Partyzant K.                    | 03:14 |
|     |                                 |       |
| 7.  | Jeszcze jeszcze                 | 04:17 |
|     |                                 |       |
| 8.  | Łydka                           | 03:23 |
|     |                                 |       |
| 9.  | Jadociebie                      | 04:13 |
|     |                                 |       |
| 10. | Czołgi                          | 06:32 |
|     |                                 |       |
| 11. | Wszystko jedno                  | 05:04 |
|     |                                 |       |
| 12. | Wrócimy tu jeszcze              | 03:38 |
|     |                                 |       |
| 13. | Ludzie chcą usłyszeć wieści złe | 05:24 |
|     |                                 |       |
|     |                                 | 54:39 |
|     |                                 |       |

## Skład
- Jakub „Quka” Kawalec – śpiew, gitara, teksty
- Łukasz „Pan Latawiec” Cegliński – gitara, śpiew
- Artur „Artour” Telka – gitara basowa
- Jarosław „Dubin” Dubiński – perkusja

Gościnnie:
- Daniel Pomorski – trąbka
- Daniel Mackiewicz – instrumenty klawiszowe